# 盛岛角房
盛岛角房（日语：盛島角房，1886年—1946年），号南阳山人，生于日本奄美群島的德之岛，日本间谍，因其在20世纪初长期刺探内蒙古及外蒙古情报而被视为日本的蒙古专家。

## 生平
盛岛角房于1886年10月15日出生于德之岛龟津村龟津，是其父母的第三个儿子。1907年3月，盛岛角房毕业于宫崎县立延冈中学。1908年4月，他入东京高等师范学校，同时在他的同乡德三宝开设的柔道馆学习柔道，获得柔道四段资格。一年半之后，他退学。1910年9月，他赴台湾，在台中公学校教柔道。其间，他曾独自徒步环台湾岛旅行。1913年3月，他辞职来到北京，成为日本驻华公使馆武官坂西利八郎大佐手下的情报员。起初他在坂西利八郎的公馆学习汉语。1915年12月到1917年12月，他经坂西利八郎介绍，在绥远归化城及鄂尔多斯的喇嘛庙内学习蒙古语和藏传佛教。1917年12月他作为陆军省谍报员被派到外蒙古，直到1920年9月。1921年1月至1923年3月，他作为日本陆军参谋本部的谍报员在张家口收集蒙古情报。1923年11月，他经坂西利八郎举荐，并通过了日本驻张家口领事荒井金造考察，被录用为日本外务省“蒙古地方谍报勤务员”。其间，他在张家口娶了一位来自山西的汉族女子为妻。此后他以张家口为基地，广泛收集内蒙古各地和蒙古人民共和国（外蒙古）的情报。
1933年，他以民间人士身份担任了关东军驻西乌珠穆沁旗特务机关长。在任期间，他积极拉拢德穆楚克栋鲁普，并将其举荐给关东军。1936年1月，他在任驻阿巴嘎旗特务机关长时，策划了暗杀尼冠洲。1936年10月绥远抗战时，他任关东军驻百灵庙特务机关长。1937年七七事变后，他退居二线。1945年日本投降前，他任蒙疆联合自治政府参议。
1946年，他在日本鹿儿岛县霧島市的一家医院逝世。